# Лизіков Микола Федосович
Лизіков Микола Федосович (біл. Лызікаў Мікалай Фядосавіч ; 13 грудня 1920 - 13 серпня 1999) - білоруський радянський  акушер-гінеколог, доктор медичних наук (1969), професор (1969). Учасник Другої світової війни, інвалід війни. Завідувач кафедри акушерства і гінекології Вітебського медичного інституту (1959-1989), декан лікувального факультету (1970-1974). Завідувач відділу охорони здоров’я Вітебського облвиконкому (1955-1957). Член Правління, від 1989 -  Почесний член Всесоюзного наукового товариства акушерів-гінекологів, Голова Вітебського міського і обласного товариств акушерів-гінекологів. Заслужений працівник вищої школи БРСР (1977). Персональний пенсіонер Республіки Білорусь (від 1994).

## Родина
Народився 13 грудня 1920 року в селі Бороньки Климовицького повіту Гомельськоі губернії РСФРР (від 1924 - Могилівськоі області БРСР) в багатодітній родині. Батьки з 1930 року працювали в колгоспі. Батько Федос Власович Лизіков (14 серпня 1882 - 19 березня 1943), мати Параска Сафонівна Лизікова (Міренкова) (21 квітня 1891 - 01 жовтня 1964). 
Жінка (від 1948 до 1999) - Лизікова (Віжанкова) Валентина Василівна (11 січня 1925, Бороньки Костюковицького району Могилівськоі області БРСР - 11 червня 2005, Гомель, Білорусь), вчитель російської мови і літератури . 
Дочка Людмила Пузанова (15 травня 1949, Бороньки Могилівськоі області БРСР - 25 лютого 2021, Київ, Україна), лікар-інфекціоніст Киівськоі міської клінічної лікарні # 5. Онуки: Ольга Пузанова (н. 1973), Олександр Пузанов (н. 1977). 
Син Анатолій (н. 29 жовтня 1952, Вітебськ, БРСР) - лікар-хірург, доктор медичних наук, професор, ректор Гомельського державного медичного університету (2007 - 2020), академік РАПН . Онуки: Олексій Лизіков (н. 1975) - лікар-хірург, доктор медичних наук, професор; Юлія Лизікова (н. 1979) - лікар-акушер-гінеколог, доктор медичних наук.
ПРИМІТКА: Сторіччю з Дня народження М. Ф. Лизікова присвячено наукову монографію «Запальні аортопатіі та ревматичні хвороби літнього віку» в 2 т. (Київ, 2023, російською мовою), авторами якої є онуки Ольга Пузанова і Олексій Лизіков, автор передмови до видання - син Анатолій Лизіков. 

## Освіта
1936 року закінчив 7 класів Бороньковськоі неповної середньої школи, 1939 року - Могилівську фельдшерсько-акушерську школу. 1946-1951 - навчання у Вітебському медичному інституті (диплом з відзнакою). 1951-1953 - клінічна ординатура на кафедрі акушерства і гінекології Вітебського медичного інституту.   Науковий ступінь кандидата медичних наук присуджено 17 травня 1956 року, вчене звання доцента по кафедрі акушерства і гінекології - 18 липня 1959 року, науковий ступінь доктора медичних наук - 28 березня 1969 року, вчене звання професора по кафедрі акушерства і гінекології - 10 вересня 1969 року. 
Тема кандидатської дисертації: «Профілактика офталмобленореі  новонароджених синтоміциновою емульсією» (Мінський державний медичний інститут, 1956; науковий керівник - професор Г. Є. Гофман). Тема докторської дисертації: «Матеріали до вивчення причин і патогенезу передчасного відходження навколоплідних вод і диференційоване ведення вагітності й пологів при цьому ускладненні» (Мінський державний медичний інститут, 1968; наукові консультанти - професори Беккер С. М., Соловйова Т. Г., Хлопіна І. Д.).

## Життєпис. Нагороди[5]
З липня до жовтня 1939 року - завідувач фельдшерсько-акушерського пункту в с. Гаврилівка Костюковицького району Могилівськоі області. 
З жовтня 1939 - служба в лавах Радянської Армії (санітарний інструктор стрілковоі роти). Брав участь у боях з німецько-фашистськими загарбниками, починаючи з 22 червня 1941 року: командир санітарного взводу стрілкового батальйону, командир санітарної роти стрілкового полку, старший ад’ютант окремого медико-санітарного батальйону стрілковоі дивізії, після важкого поранення поранення - фельдшер Тимчасового військово-санітарного потягу, старший фельдшер. Брав участь в обороні міст Псков, Ленінград і Ленінградської області, у звільненні Білорусі, Латвії і Литви. За участь у бойових діях нагороджений орденами Вітчизняної війни І і II ступеня, медалями «За відвагу», «За оборону Ленінграда», «За перемогу над Німеччиною». Демобілізований в червні 1946 року у військовому званні старший лейтенант медичної служби.
1953-1957 - робота у відділі охорони здоров’я Вітебського обласного виконавчого комітету (заступник завідувача, завідувач), яку поєднував з роботою на кафедрі акушерства в гінекології Вітебського державного медичного інституту на посаді асистента. З вересня 1957 - на посаді доцента кафедри, з березня 1959 до липня 1989 - завідувач кафедри, 1989-1991 - професор кафедри. 1970-1974 - декан лікувального факультету Вітебського державного медичного інституту. 
За заслуги в розвитку охорони здоров’я, багаторічну науково-педагогічну діяльність нагороджений орденом «Знак Пошани», медалями «За звитяжну працю», «Ветеран праці» та трьома Почесними грамотами Верховної Ради БРСР (16 грудня 1968 року, 11 грудня 1970 року, 11 грудня 1980 року).
Почесне звання «Заслужений працівник вищої школи Білоруської РСР» (Указ Президії Верховної Ради БРСР від 4 листопада 1977 року). 
Почесний член Всесоюзного наукового товариства акушерів-гінекології: обраний за видатні заслуги в розвитку медичної науки та охорони здоров’я 29 листопада 1989 року  
Пенсія за персональні заслуги перед Республікою Білорусь призначена рішенням Комісії при Раді Міністрів РБ # 7 від 27 січня 1995 року пожиттєво.

## Наукова діяльність[6][7][8][9]
Автор близько 200 друкованих праць, зокрема наукової монографії «Передчасне відходження навколоплідних вод» (рос. мовою, Мінськ, 1971, 128 сторінок, наклад 3800 прим.), 8 Методичних рекомендацій Міністерства охорони здоров’я БРСР і 23 раціоналізаторських пропозицій. Наукові дослідження присвячені профілактиці офтальмобленореі  новонароджених, передчасному відходженню навколоплідних вод, невиношуванню вагітності, пізньому токсикозу вагітних, перинатальній захворюваності і смертності, бактеріальним і вірусним запальним захворюванням статевих органів, анемії вагітних, слабкості пологової діяльності, репродуктивній функції і гінекологічній захворюваності працівниць виробництва поліакрілового волокна тощо. 
Здійснив наукове керівництво дослідженнями на здобуття наукового ступеня кандидата медичних наук 5 аспірантів і 15 пошукачів кандидатських дисертацій. Був науковим консультантом по двом докторським дисертаціям, зокрема досліджень проф. О. В. Осадчоі . 

## Праці
- Лызиков Н. Преждевременное отхождение околоплодных вод. Минск: Беларусь, 1971. - 128 с.; илл.
- Лызиков Н. Ф. Трофобластическая болезнь. В кн.: Справочник врача женской консультации / Под ред. Г. И. Герасимовича. - Минск: Беларусь, 1983. - 352 с. - С. 150-154.
- Лызиков Н. Ф. Менструальный цикл и его нарушения. В кн.: Справочник врача женской консультации / Под ред. Г. И. Герасимовича. - Минск: Беларусь, 1983. - 352 с. - С. 204-215.
- Лызиков Н. Ф. Дисфункциональные маточные кровотечения. В кн.: Справочник врача женской консультации / Под ред. Г. И. Герасимовича. - Минск: Беларусь, 1983. - 352 с. - С. 215-221.
- Лызиков Н. Ф. Вирильный синдром. В кн.: Справочник врача женской консультации / Под ред. Г. И. Герасимовича. - Минск: Беларусь, 1983. - 352 с. - С. 221-226.
- Лызиков Н. Ф. Нейроэндокринные синдромы. В кн.: Справочник врача женской консультации / Под ред. Г. И. Герасимовича. - Минск: Беларусь, 1983. - 352 с. - С. 226-232.
- Лызиков Н. Ф. Эндометриоз. В кн.: Справочник врача женской консультации / Под ред. Г. И. Герасимовича. - Минск: Беларусь, 1983. - 352 с. - С. 253-258.
- Лызиков Н. Ф. Материалы к изучению причин и патогенеза преждевременного отхождения околоплодных вод и дифференцированное ведение беременности и родов при этом осложнении : автореферат диссертации на соискание ученой степени доктора медицинских наук : 750 / Н. Ф. Лызиков ; Минский государственный медицинский институт. - Минск, 1968. - 43 с.
- Лызиков Н. Ф. Принципы ведения беременности и родов, осложненных преждевременным излиянием околоплодных вод  / Акушерство и гинекология. - 1969. - # 7.
- Лызиков Н. Ф. Профилактика офталмобенорреи новорожденных синтомициновой эмульсией : автореферат диссертации на соискание ученой степени кандидата медицинских наук / Н. Ф. Лызиков ; Минский государственный медицинский институт. - Минск, 1956. - 16 с.
- Выявление циркулирующих в крови иммунных комплексов при позднем токсикозе беременных / Журавлев И. В., Лызиков Н. Ф., Новиков Д. К. / Акушерство и гинекология, 1982.